# 山梨郡
- 令制国一覧 > 東山道 > 甲斐国 > 山梨郡
- 日本 > 中部地方 > 山梨県 > 山梨郡

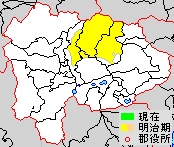
山梨県山梨郡の範囲

山梨郡（やまなしぐん）は、山梨県（甲斐国）にあった郡。
山梨県の県名はこの山梨郡に由来している。

## 郡域
消滅時の郡域は下記の区域にあたるが、行政区画として画定されたものではない。
- 山梨市の全域
- 甲州市の大部分（勝沼町上岩崎・勝沼町下岩崎・勝沼町藤井・大和町日影・大和町田野・大和町木賊を除く）
- 甲府市の一部（黒平町を除く概ね荒川以東）
- 笛吹市の一部（春日居町小松・春日居町国府・春日居町鎮目・春日居町山崎・春日居町松本以北）

古代の郡域には、これらのほか、笛吹市一宮町各町・御坂町各町・石和町各町を含んだ。

## 近世以前

### 山梨郡の立郡と管郷

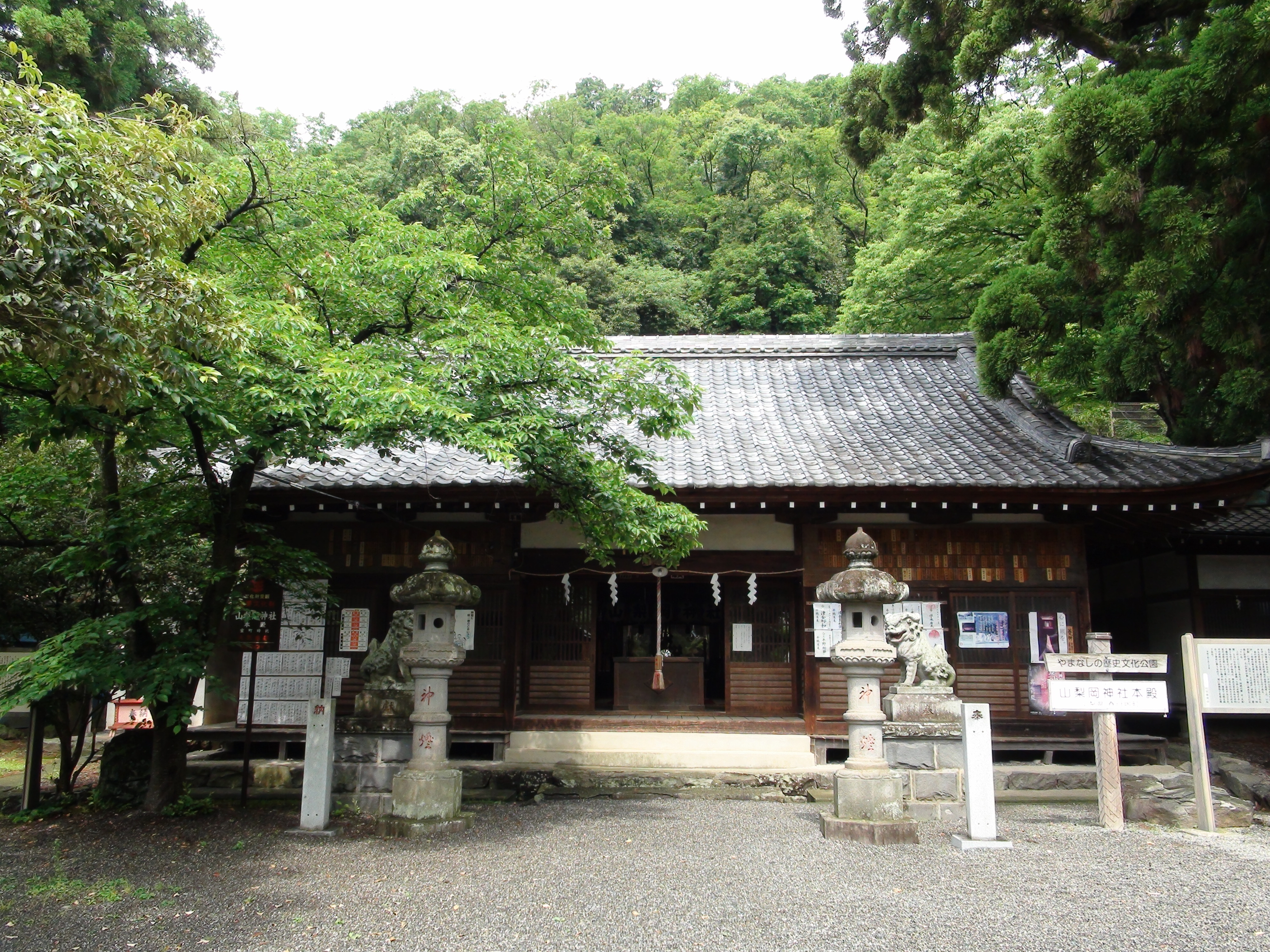
山梨岡神社

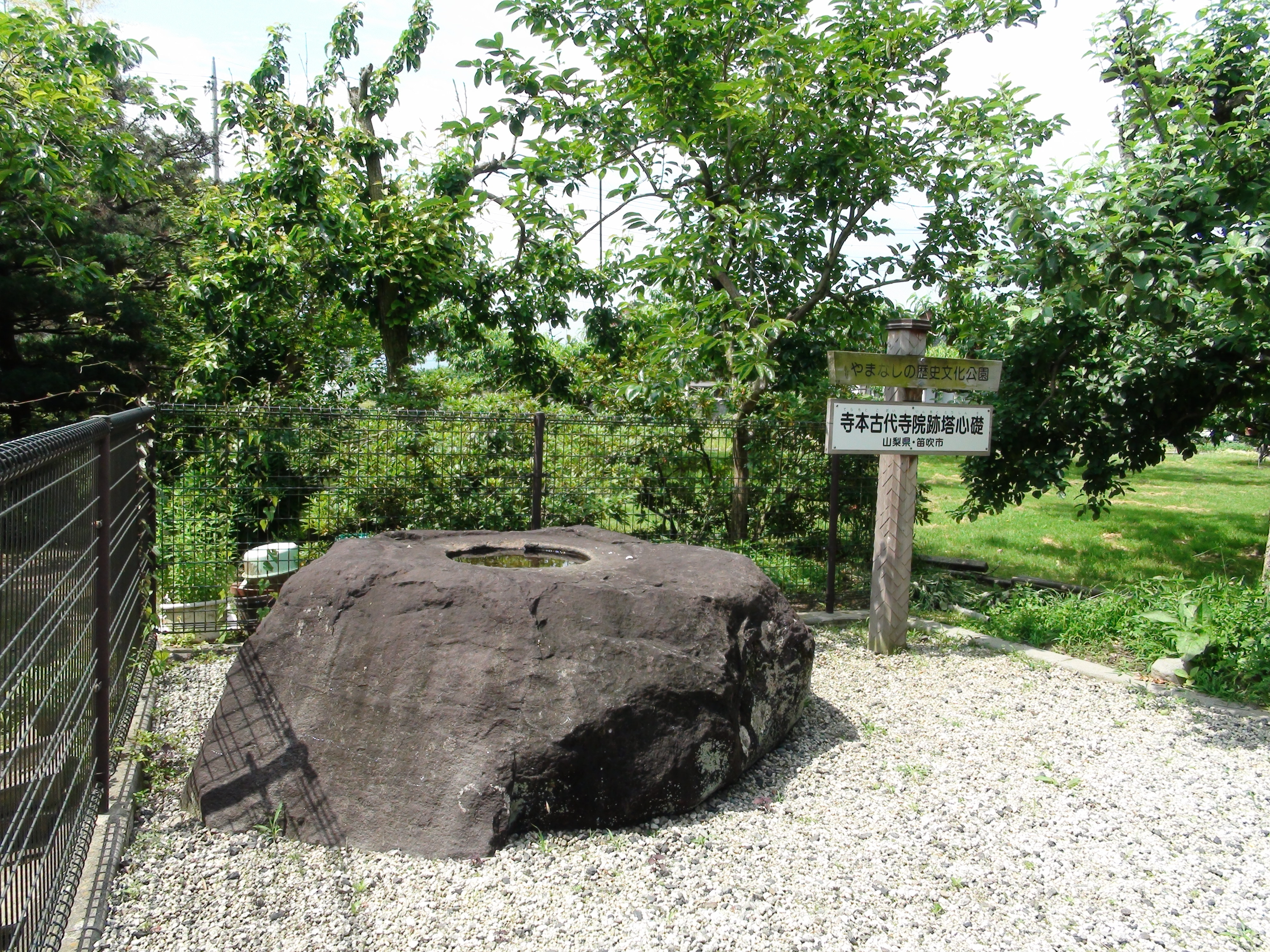
寺本古代寺院跡

『和名類聚抄』国郡部（以下、『和名抄』）では甲斐四郡のうちはじめに記載され、「夜萬奈之」と訓じられている。於曾郷（おぞごう）、能呂郷（のろごう）、林部郷（はやしごう）、井上郷（いのえごう）、玉井郷（たまのいごう）、石禾郷（いさわごう）、表門郷（うわとごう）、山梨郷（やまなしごう）、加美郷（かみごう）、大野郷（おおのごう）の10の管郷を持ち、前者5郷が山梨東郡に、後者5郷が山梨西郡に含まれている。平安時代に成立した『和名抄』では管郷が二分されており、柏尾山経塚（甲州市、旧勝沼町）出土の康和5年（1103年）銘経筒にも山梨東郡の略称と考えられている「山東郡」の語が見られる。後期古墳時代の甲府盆地では東西に加牟那塚古墳を築造した盆地北西部勢力と姥塚古墳を築造した盆地東部の御坂勢力が対峙し、中間に春日居古墳群や寺本廃寺を築造した新興勢力が進出する状況が想定されているが、山梨郡では建郡当初から春日居勢力と御坂勢力が対峙する構造があったと考えられている。また、郡域には巨摩郡の飛び地も含まれている。
史料上の初見は『正倉院宝物』の調庸白あしぎぬ金青袋の墨書銘（和銅7年）や平城宮跡出土木簡の墨書銘（天平宝字6年、同8年）のほか、一宮町坪井の大原遺跡から出土した墨書土器や甲府市の大坪遺跡出土の刻書土器など、郷名が記された考古遺物も出土している。

### 「山梨」の地名の由来と歴史
『和名抄』では「夜萬奈之」、「山無瀬」と訓じられている。和銅6年（713年）の「各地の地名は好字（縁起の良い漢字）二字で表せ」とする和銅官命の後から「山梨」の名前が定着し、使われ始めた。そのため、巷間に通説だとして流布している「山梨の由来はヤマナシ（山梨）の木が多かったから」というものはいささか単純すぎるものであり、語源としては「山ならす（山平らす）」が「やまなし」へと転化してゆき、それに好字としての「梨」の字を当てたと見るのが有力である。「山ならす」とは、甲府盆地の東部に位置し、盆地を囲む山々を除けば高低の少ない平坦な土地であった当郡を表した言葉である。
『和名抄』では甲斐国府は八代郡に所在していたと記載され、『和名抄』の成立した後期国府は山梨・八代郡境にあたる御坂町国衙の地に想定されているが、山梨郡域にあたる旧春日居町域には「国府（こう）」や「鎮目」などの地名や県内最古の古代寺院である寺本廃寺や官衙遺跡または郡家遺跡と考えられている国府遺跡など『和名抄』成立以前の初期国府が所在していたと考えられている。また、一宮町域には甲斐国分寺・国分尼寺跡が創建されているなど、山梨郡は古代甲斐国における政治的中心地であったと考えられている。
古代には在庁官人の三枝氏が勢力基盤とし、中世には甲斐守護武田氏の守護所が置かれた。戦国時代には甲府の地に（躑躅ヶ崎館）が築かれ、甲府は城下町として整備され近世に至るまで国中地域や甲斐国の中心となった。

### 式内社
『延喜式』神名帳に記される郡内の式内社。
| 神名帳 | 神名帳 | 神名帳 | 神名帳 | 比定社 | 比定社 | 比定社 | 集成 |
| 社名   | 読み   | 格     | 付記   | 社名   | 所在地 | 備考   | 集成 |
| ------ | ------ | ------ | ------ | ------ | ------ | ------ | ---- |
| 山梨郡 |        |        |        |        |        |        |      |
|        |        |        |        |        |        |        |      |

## 近世以降
所属町村の変遷は東山梨郡#郡発足までの沿革、西山梨郡#郡発足までの沿革をそれぞれ参照
- 「旧高旧領取調帳」に記載されている明治初年時点での支配は以下の通り。甲府総町は便宜的に1町に数える。（1町147村）
  - 後の東山梨郡域（94村） - 甲府代官所、石和代官所、田安徳川家領
  - 後の西山梨郡域（1町53村） - 甲府町奉行、甲府代官所、市川代官所、石和代官所
- 慶応4年
  - 5月 - 甲府町奉行が廃止され、甲府総町は甲府町差配の管轄となる。
  - 5月24日（1868年7月13日） - 田安徳川家が立藩して田安藩となる。
  - 9月4日（1868年10月19日） - 甲府代官所・市川代官所・石和代官所の管轄地がそれぞれ府中県・市川県・石和県の管轄となる。
  - 10月28日（1868年12月11日） - 田安藩領を除く全域が甲斐府の管轄となる。
- 明治2年
  - 7月20日（1869年8月27日） - 甲斐府が甲府県に改称。
  - 12月26日（1870年1月27日） - 田安藩が廃藩となり、翌年にかけて領地が甲府県の管轄となる。
- 明治3年11月20日（1871年1月10日） - 甲府県が山梨県に改称。
- 明治4年（1871年）から明治8年（1875年）にかけて町村の再編が行われる。（1町46村）
- 明治11年（1878年）12月19日 - 郡区町村編制法の山梨県での施行により、日下部村ほか31村の区域に東山梨郡、甲府総町ほか1町15村の区域に西山梨郡がそれぞれ行政区画として発足。同日山梨郡消滅。